# Sokolović
Sokolović je priimek več znanih oseb:
- Aleksandar Sokolović, srbski nogometaš
- Ana Sokolović, srbsko-kanadska skladateljica
- Dino Sokolović, hrvaški paraolimpijski prvak v slalomu
- Džemal Sokolović, bosanskohercegovski politolog, univ. prof.
- Faruk Sokolović, bosanskohercegovski filmski režiser
- Hana Sokolović, bosenskohercegovska novinarka in filmarka in (2) hrvaška tenicačica
- Gazi Ferhad-paša Sokolović, bosanski sandžak-beg (ok. 1530-1590)
- Mehmed-paša Sokolović, turški vezir bosanskega rodu (1505-1579)
- Zijah Sokolović, bosansko-jugoslovanski igralec, režiser in dramatik (rojen 1950)
- Zoran Sokolović, srbski politik